# 9397 Lombardi
9397 Lombardi (1994 RJ) là một tiểu hành tinh vành đai chính được phát hiện ngày 6 tháng 9, 1994 bởi Giuseppe Lombardi ở Santa Lucia Stroncone.